# Atrophaneura aidoneus
Atrophaneura aidoneus là một loài bướm ngày châu Á thuộc nhóm cánh dơi của Atrophaneura, gồm các loài bướm không đuôi màu đen đuôi én.
Loài này có sải cánh 112-162mm. Chúng không có đuôi. Con đực có màu đen hơi xanh, con cái có màu nâu xám.
Chúng phân bố ở bắc Ấn Độ, Bhutan, Myanma, bắc Việt Nam, bắc Lào, nam Trung Quốc (bao gồm Hải Nam, Quảng Đông).
Ở Ấn Độ, nó được tìm thấy ở Uttarakhand, Sikkim, Assam, Meghalaya, Manipur và Nagaland.
Nó là loài không thông thường nhưng không bị đe dọa.
Chúng bay từ tháng 4 đến tháng 11 và bay ở rừng ở khu vực cao đến 5.000 foot (1.500 m).

## Hình ảnh

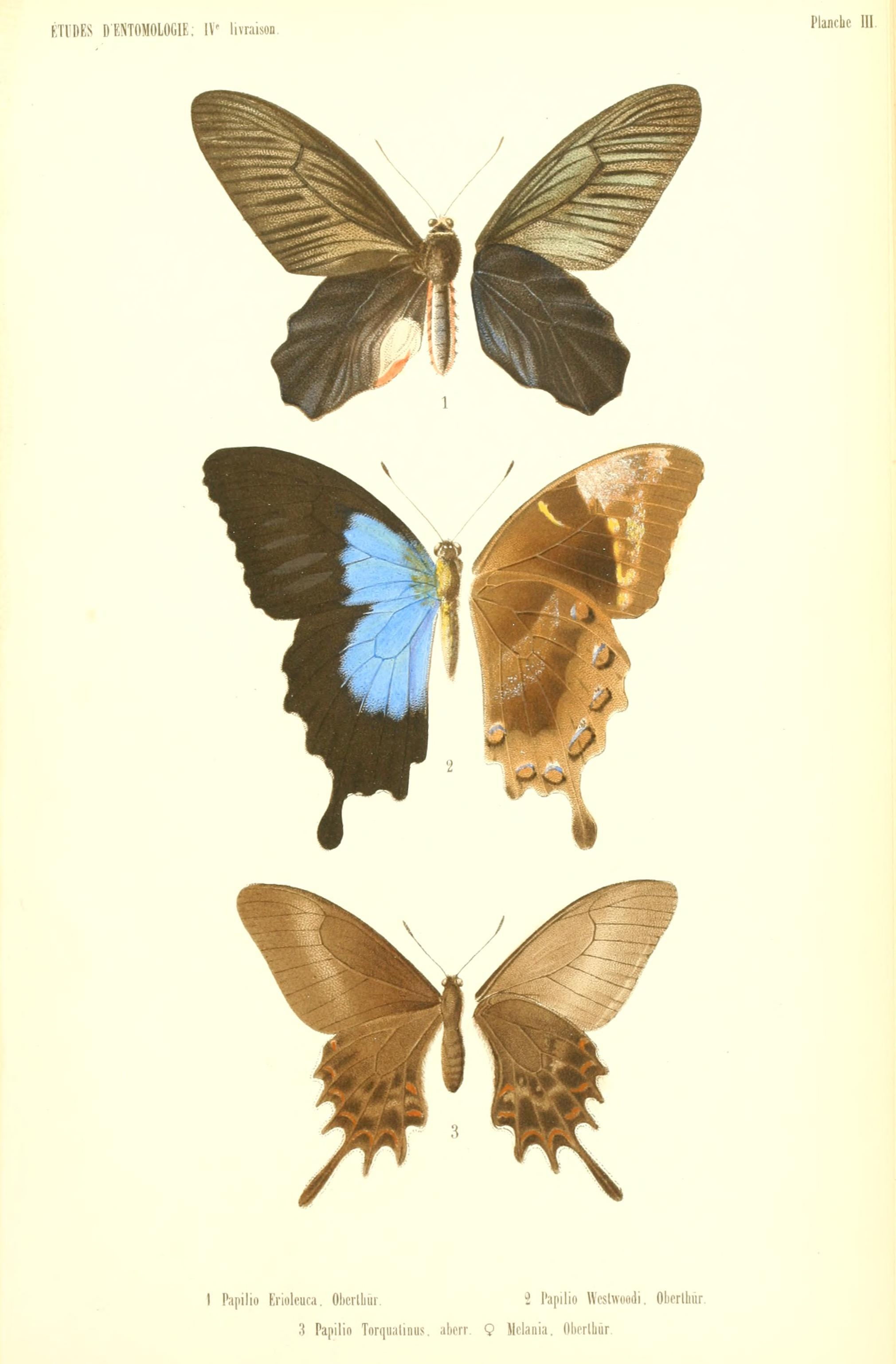